# Les Perséides
Pour les articles homonymes, voir Perséides (homonymie).
 (juillet 2025).
Motif : Aucune source montrant la notoriété de cette maison d'édition.
- Archive Wikiwix
- Bing
- Cairn
- DuckDuckGo
- E. Universalis
- Gallica
- Google
- G. Books
- G. News
- G. Scholar
- Persée
- Qwant
- (zh) Baidu
- (ru) Yandex
- (wd) trouver des œuvres sur Wikidata

| 1. | Préciser le motif de la pose du bandeau. | Précisez le motif de la pose du bandeau en utilisant la syntaxe suivante : {{admissibilité à vérifier\|date=juillet 2025\|motif=remplacez ce texte par le motif}}                  |
| 2. | Informer les utilisateurs concernés.     | Pensez à avertir le créateur de l'article, par exemple, en insérant le code ci-dessous sur sa page de discussion : {{subst:avertissement admissibilité à vérifier\|Les Perséides}} |

Les Perséides est une maison d'édition française fondée à Rennes en 2004. Les Perséides se consacrent notamment à la publication d'ouvrages d'histoire atlantique (collection "Le Monde atlantique") et de littérature sous forme de fictions ou d'essais (collection "La Lunatique"). La maison d'édition est dirigée par Thomas Van Ruymbeke.

## Publications récentes
- C’est ainsi qu’ils comprirent, de Jérôme Segal
- Jean-Sébastien Bach, de William Cart.
- Les Empires de l'Atlantique, de Jean-Marc Moura et Yves Clavaron (dir.).
- Contes sauvages. Les très curieuses histoires de Kancil le petit chevrotain, de Georges Voisset.
- Le Triangle atlantique français. Littérature et culture de la traite négrière, de Christopher Miller, trad. de l'anglais (us) par Thomas Van Ruymbeke.
- La Sorcière de Templeuve, de Cyrille Guilbert.
- Histoire de Crésus, de Hérodote d'Halicarnasse.
- La Guerre d'indépendance cubaine. Insurrection et émancipation à Cuba 1868-1898, d'Ada Ferrer, trad. de l'anglais (us) par Thomas Van Ruymbeke.
- Liszt et Chopin, de Guy de Pourtalès.
- Mozart. Petite biographie illustrée, de Camille Bellaigue.
- Skull Fragments, de Michael A. Arnzen, trad. de l'anglais (us) par Jérome Charlet.
- La Guerre de Sept ans. Histoire navale, politique et diplomatique, de Jonathan R. Dull, trad. de l'anglais (us) par Thomas Van Ruymbeke.
- La Grande Déglingue, roman de Frédéric Paulin.
- Les Îles à sucre : de la colonisation à la mondialisation, de Jean Crusol.
- Promenades philosophiques, essai de Pierrick Hamelin.
- L'Abbé Grégoire et la Révolution française : Les origines de l'universalisme moderne, de Alyssa Goldstein Sepinwall.
- Les Pays chimériques, roman de François Asselinier.
- Les Vengeurs du Nouveau Monde. Histoire de la Révolution haïtienne, de Laurent Dubois, trad. de l'anglais par Thomas Van Ruymbeke.
- Contes Sauvages. Les très curieuses histoires de Kancil le petit chevrotain, contes de Georges Voisset.
- Lilus Kikus (traduit du mexicain), roman d'Elena Poniatowska.
- Voyage au Mali. De Bamako au pays dogon, de Solen Cueff et Thomas Van Ruymbeke.
- La Brebis galante, récit surréaliste de Benjamin Péret.
- Histoires nocives, nouvelles de Joyce Mansour.
- Les Messagers clandestins, contes de Marcel Béalu.
- Grande faim, roman de Jean-François Kierzkowski.
- Pocahontas, princesse des deux mondes. Histoire, mythe et représentations, d'Audrey Bonnet.
- Un sourire solaire, roman de André Daviaud
- Mane Vechen, roman de André Daviaud
- A la barbe de Cuba, récit de voyage de R. Dura et J.-R. Mercader
- Manège, roman de Pierrick Hamelin